# Arthur Kinnaird, 10. Lord Kinnaird

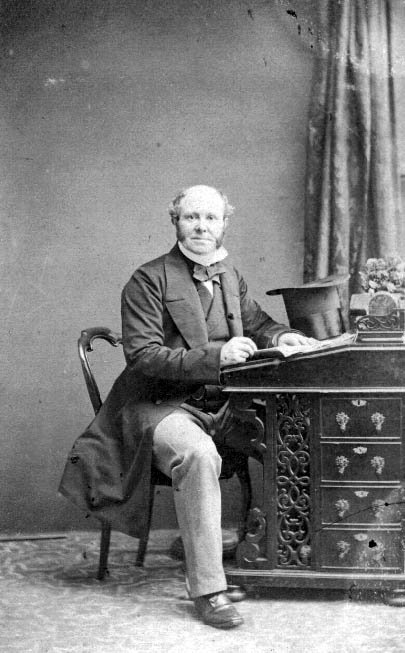
Arthur Kinnaird (um 1862)

Arthur Fitzgerald Kinnaird, 10. Lord Kinnaird (* 8. Juli 1814 in Rossie Priory, Perthshire; † 26. April 1887) war ein britischer Peer, Politiker und Bankier.

## Leben
Er war der jüngere Sohn des Charles Kinnaird, 8. Baron Kinnaird aus dessen Ehe mit Lady Olivia FitzGerald, Tochter des William FitzGerald, 2. Duke of Leinster. Er wurde ursprünglich nach seinem Taufpaten Arthur Wellesley, 1. Duke of Wellington, auf den Namen Arthur Wellesley Kinnaird getauft. Da sein Vater später mit der Politik des Duke of Wellington unzufrieden war, ließ er den Namen zu Arthur Fitzgerald Kinnaird ändern.
Ab 1829 besuchte er das Eton College. Von 1835 bis 1837 diente er als Attaché in der britischen Botschaft in Sankt Petersburg und wurde dort Privatsekretär des dortigen Botschafters John Lambton, 1. Earl of Durham. Anschließend verließ er den diplomatischen Dienst und trat in die Privatbank seines Urgroßvaters Ransom & Co. ein. Er wurde dort geschäftsführender Partner und übte dieses Amt bis zu seinem Tod aus.
Von 1837 bis 1839 und erneut von 1852 bis 1878 war er als Abgeordneter der Liberal Party für Perth im House of Commons. Als 1878 sein älterer Bruder George Kinnaird, 9. Lord Kinnaird, starb ohne männliche Nachkommen zu hinterlassen, erbte Kinnard dessen schottischen Adelstitel als 10. Lord Kinnaird sowie dessen britischen Adelstitel als 2. Baron Kinnaird. Mit letzterem war ein Sitz im House of Lords verbunden, wofür er aus dem House of Commons ausschied.

## Ehe und Nachkommen
1843 heiratete er Mary Jane Hoare, Tochter des William Henry Hoare, Gutsherr von The Grove bei Mitcham in Surrey. Mit ihr hatte er sechs Töchter und einen Sohn.
- Hon. Mary Louisa Olivia Kinnaird († 1846);
- Hon. Frederica Georgiana Kinnaird (1845–1929) ⚭ 1870 Alfred Orlando Jones († 1896);
- Arthur FitzGerald Kinnaird, 11. Lord Kinnaird (1847–1923) ⚭ 1875 Mary Alma Victoria Agnew (1854–1823);
- Hon. Louisa Elizabeth Kinnaird (* 1848);
- Hon. Agneta Olivia Kinnaird (1850–1940) ⚭ 1874 Roland Yorke Bevan  (1848–1923), Gutsherr von Fosbury in Wiltshire;
- Hon. Gertrude Kinnaird (* um 1853);
- Hon. Emily Cecilia Kinnaird (1855–1947).

Als er 1887 starb, erbte sein einziger Sohn seine Adelstitel.